# South Van Horn
South Van Horn – jednostka osadnicza w Stanach Zjednoczonych, w stanie Alaska, w okręgu Fairbanks North Star.